# 4211卓越南开行动计划
4211卓越南开行动计划，是2019年9月17日，南开大学建校百年前夕，南开大学校长曹雪涛提出的旨在全面提升南开大学核心竞争力和办学影响力的行动计划，即实施“文科振兴、理科提升、工科攀登、生医发展”四大计划，构建教育教学和科学研究两大奖励体系，在校内建设10大交叉科学中心，携手世界一流大学打造10大国际联合研究中心。

## 历程
2019年百年校庆前夕，南开大学校长曹雪涛宣布正式启动4211卓越南开行动计划。10月25日，南开大学在八里台校区召开部处长和院长联席会研讨“4211卓越南开行动计划”编制工作。
2022年9月，曹雪涛自南开大学校长岗位调任国家卫生健康委员会副主任、党组成员后，该项计划不再被提及。

## 4个学科振兴计划
四个学科计划即“文科振兴、理科提升、工科攀登、生医发展”四大计划。

## 2个奖励体系
两个奖励体系为教育教学和科学研究奖励体系。在教育教学奖励体系方面，2019年起每年教师节，南开大学对为南开的教育教学工作作出杰出贡献的教师进行奖励，每年奖励不超过两个教育教学终身成就奖，每人奖励100万元人民币；十个杰出贡献奖，每人20万元；奖励十个青年优秀教师，每人10万元。在科学研究奖励体系方面，2019年起每年年底召开南开大学科技奖励大会，对科研领域有杰出贡献的人才进行奖励。

## 10个交叉学科中心
南开大学新能源转化与存储交叉科学中心是4211卓越南开行动计划中成立的第一个交叉学科中心。

## 10个国际联合研究中心
2019年10月，南开大学-牛津大学联合研究院成立，是牛津大学与中国高校联合建立的首个海外研究机构。